# Палласов полоз
Сарма́тский по́лоз (лат. Elaphe sauromates) или Палла́сов по́лоз — вид неядовитых змей из семейства ужеобразных (Colubridae). Ранее рассматривался в качестве подвида четырехполосого полоза — Elaphe quatorlineata sauromates.

## Внешний вид
Средняя длина взрослых особей 1,2—1,5 м, крупные экземпляры могут достигать 2 м. Спинная сторона взрослых змей буровато-жёлтая с рядами продольных тёмных пятен. В середине каждой светлой чешуйки имеется тёмное пятно. Брюшная сторона более светлая, монотонная — от бледно-жёлтого до ярко-жёлтого и оранжевого.

## Распространение и образ жизни
Ареал Палласова полоза охватывает территорию от восточной части Балканского полуострова до Малой Азии и западного Казахстана. Предпочитают открытые ландшафты, часто придерживаются колоний мелких грызунов, чьи норы используют в качестве убежищ. Для вида характерна двухпиковая суточная активность.

## Охранный статус
Палласов полоз занесён в Красную книгу Волгоградской области как очень редкий исчезающий вид на северном пределе ареала.